# Evangelion Iron Maiden
Evangelion Iron Maiden (新世紀エヴァンゲリオン 鋼鉄のガールフレンド2nd?, Shin seiki Evangerion - Kōtetsu no gārufurendo sekando, lett. "Fidanzata d'acciaio - Secondo"), noto in inglese anche con i titoli Angelic Days o Girlfriend of Steel è un manga shōjo scritto e disegnato da Fumino Hayashi basato sul videogioco omonimo, a sua volta ispirato alla realtà alternativa presente nell'episodio finale della serie televisiva anime Neon Genesis Evangelion. 
Girlfriend of Steel è caratterizzato da un'ambientazione prettamente scolastica in cui compaiono tutti i personaggi della serie originale, anche se in alcuni casi in ruoli differenti. Al centro della trama vi sono le relazioni sentimentali fra i personaggi, in particolare quelle di Shinji Ikari, conteso fra Asuka Sōryū Langley e Rei Ayanami. Sono presenti, in secondo piano, anche alcuni lievi accenni alla Nerv e agli Angeli. Il manga è stato pubblicato in Giappone sulla rivista Asuka, dal 2003 al 2005, ed è stato successivamente raccolto in sei tankōbon. L'edizione italiana ha visto la pubblicazione di dodici volumetti di grandezza dimezzata rispetto all'originale da agosto 2005 a gennaio 2007, effettuata da Planet Manga, divisione della Panini Comics, nella collana Manga Top.

## Trama
Shinji Ikari e Asuka Sōryū Langley sono amici d'infanzia che frequentano la stessa classe. Sono entrambi attratti uno dall'altro, ma non vogliono mettere a repentaglio la loro amicizia per instaurare una relazione più profonda. La classe è composta anche da Tōji Suzuhara e Hikari Horaki, che stanno insieme; Kensuke Aida, che ha una cotta non ricambiata per Asuka, ma è restio a dichiararsi per non offendere i sentimenti di Shinji; e Kaworu Nagisa, ragazzo che non socializza con i suoi compagni ed è amico solo di Shinji, soffrendo a causa del rapporto di intimità tra il giovane e Asuka. Un giorno nella classe arriva una nuova studentessa: Rei Ayanami. Essa si invaghisce subito di Shinji e provoca un accesso di gelosia in Asuka quando rivela i suoi sentimenti alla ragazza.
Shinji, Asuka, Rei, Tōji, Kaworu e Kensuke sono richiamati dall'organizzazione Nerv per pilotare gli Evangelion, enormi mecha bio-meccanici da combattimento che costituiscono la sola possibilità di difesa dell'umanità di fronte alla minaccia rappresentata dagli Angeli. La Nerv è guidata da Gendo Ikari, il padre di Shinji. I rapporti tra i due sono conflittuali perché gli orari di lavoro e la fredda personalità del padre alienano il ragazzo, che non approva nemmeno il comportamento di Gendo nei confronti della madre, Yui. Vengono presentati altri personaggi che lavorano per l'organizzazione, come la dottoressa Ritsuko Akagi, e Misato Katsuragi e Ryōji Kaji, che hanno un rapporto travagliato, nonostante siano rimasti amici, dopo essersi frequentati all'università. I ragazzi imparano a pilotare gli Eva e sconfiggono una serie di nemici.
I piloti degli Eva vengono dislocati in diverse parti del mondo per fronteggiare la minaccia degli angeli e si perdono di vista. Si ripromettono però di rivedersi tutti, una volta che la minaccia degli Angeli sarà fronteggiata e loro saranno troppo cresciuti per pilotare gli Evangelion. Le loro speranze si avverano e, in seguito alla sconfitta del nemico comune, i giovani, ormai cresciuti, si rincontrano. Rei e Ritsuko si rendono conto che i loro sentimenti — per Shinji e per Gendo rispettivamente — non saranno ricambiati. Misato e Kaji capiscono di non essersi mai lasciati veramente e di nutrire ancora dei sentimenti per l'altro, decidendo quindi di riprendere la loro relazione senza affrettare le cose. Tōji e Hikari portano avanti una relazione a distanza, complicata dai pericoli nel lavoro di Tōji. Shinji e Asuka devono imparare a risolvere da soli i loro problemi di coppia, dal momento che Kaworu non è più lì a riconciliare le loro discussioni.

## Personaggi
I personaggi che compaiono in Evangelion Iron Maiden sono delle versioni alternative delle loro controparti in Neon Genesis Evangelion.
- Shinji Ikari è il protagonista maschile della serie. È timido, tranquillo e facilmente influenzabile dai suoi compagni. È molto simile al suo personaggio originale, anche se è più socievole e amichevole di prima.
- Asuka Sōryū Langley è una ragazza dai capelli rossi molto fiera e orgogliosa. Nonostante sia amica di Shinji lo tormenta in diverse occasioni e assume un atteggiamento ostile nei confronti di Kaworu. Sotto a questa personalità dura si cela in realtà una persona che tiene molto ai suoi amici e che vuole evitare di essere un peso per chiunque, in maniera simile ai complessi di inferiorità del suo personaggio nella serie originale.
- Rei Ayanami è una ragazza vitale ed estroversa, l'opposto del suo personaggio originale. Tuttavia è descritta come incapace nei rapporti sociali e inetta nell'eseguire anche compiti molto semplici. Si attira le antipatie delle compagne per i suoi frequenti flirt con i ragazzi e perché non rinuncia a vestire la sua vecchia divisa scolastica.
- Kaworu Nagisa ha un passato misterioso che la Nerv cerca di scoprire, Nonostante questo, lui e Shinji sono amici da dieci anni e spesso si ritrovano a suonare insieme — Shinji il violoncello e Kaworu il violino. Ha sviluppato un attaccamento insolito nei confronti di Shinji e in diverse occasioni viene coinvolto nel triangolo amoroso attorno all'amico.
- Tōji Suzuhara è un compagno di classe di Shinji che viene accettato come pilota di EVA. Ha una relazione con Hikari. Come il suo personaggio originale, è il duro del gruppo, anche se viene mostrato un suo lato più tenero, in cui confessa che rischierebbe la vita per proteggere Hikari.
- Kensuke Aida è un compagno di classe di Shinji. In questa trasposizione è ammesso alla NERV come pilota di un Evangelion e ha una cotta per Asuka. A un certo punto dichiara apertamente i suoi sentimenti per la ragazza, ma, accorgendosi che i suoi sentimenti non sono corrisposti, accetterà di rimanere solo un amico per lei.
- Misato Katsuragi è l'insegnante della classe di Shinji e Asuka e anche una lavoratrice alla Nerv, dove ricopre un ruolo operativo.
- Ritsuko Akagi è l'infermiera della scuola e il capo della divisione medica e scientifica della Nerv. È innamorata di Gendo Ikari.
- Ryoji Kaji è un ricercatore e investigatore per conto della Nerv. A differenza dell'anime, la sua posizione è ufficiale, e riferisce del suo lavoro direttamente a Gendo. Lui e Misato si frequentavano all'università e, per sua stessa ammissione, è venuto a lavorare alla NERV per rimanere vicino alla donna.
- Yui Ikari è la madre di Shinji e la moglie di Gendo. A differenza della serie anime è ancora in vita e lavora alla Nerv.

## Volumi
| Nº Ja | N° It | Titolo italiano Giapponese 「Kanji」 - Rōmaji | Data di prima pubblicazione         | Data di prima pubblicazione       |
| Nº Ja | N° It | Titolo italiano Giapponese 「Kanji」 - Rōmaji | Giapponese                          | Italiano                          |
| 1     | 1-2   | Evangelion Iron Maiden 1 Evangelion Iron Maiden 2 「新世紀エヴァンゲリオン 鋼鉄のガールフレンド2nd 第1巻」 - Shin seiki Evangelion - Kōtetsu no girlfriend 2nd 1 | 17 febbraio 2004 ISBN 4-04-924963-4 | 28 luglio 2005 1º settembre 2005  |
| 1     | 1-2   | Capitoli - Capitolo 1: La nuova studentessa (転校生?, Tenkōsei) - Capitolo 2: NERV (NERV?) - Capitolo 3: Cuore triste, cuore gentile (悲しき心 優しき心?, Kanashiki Kokoro Yasashiki Kokoro) - Capitolo 4: Cuore inquieto, cuore immoto (変わりゆく心 変わらぬ心?, Kawari Yuku Kokoro Kawaranu Kokoro)                                                        |                                     |                                   |
| 2     | 3-4   | Evangelion Iron Maiden 3 Evangelion Iron Maiden 4 「新世紀エヴァンゲリオン 鋼鉄のガールフレンド2nd 第2巻」 - Shin seiki Evangelion - Kōtetsu no girlfriend 2nd 2 | 17 giugno 2004 ISBN 4-04-924974-X   | 29 settembre 2005 27 ottobre 2005 |
| 2     | 3-4   | Capitoli - Capitolo 5: Il gigante di luce (光の巨人?, Hikari no Kyojin) - Capitolo 6: Rei Ayanami (綾波レイ?, Ayanami Rei) - Capitolo 7: Esplorazione nella grotta (洞窟探検?, Dōkutsu Tanken) - Capitolo 8: La prima battaglia (初めての戦い?, Hajimete no Tatakai)                                                                                          |                                     |                                   |
| 3     | 5-6   | Evangelion Iron Maiden 5 Evangelion Iron Maiden 6 「新世紀エヴァンゲリオン 鋼鉄のガールフレンド2nd 第3巻」 - Shin seiki Evangelion - Kōtetsu no girlfriend 2nd 3 | 16 ottobre 2004 ISBN 4-04-924984-7  | 24 novembre 2005 22 dicembre 2005 |
| 3     | 5-6   | Capitoli - Capitolo 9: Foto ricordo (記念撮影?, Kinen Satsuei) - Capitolo 10: Un giorno di riposo (休日の過ごし方?, Kyūjitsu no Sugoshi Kata) - Capitolo 11: I pensieri di ciascuno (それぞれの思い?, Sorezore no Omoi) - Capitolo 12: Un mondo ideale (理想の世界?, Risō no Sekai)                                                                           |                                     |                                   |
| 4     | 7-8   | Evangelion Iron Maiden 7 Evangelion Iron Maiden 8 「新世紀エヴァンゲリオン 鋼鉄のガールフレンド2nd 第4巻」 - Shin seiki Evangelion - Kōtetsu no girlfriend 2nd 4 | 17 febbraio 2005 ISBN 4-04-924996-0 | 26 gennaio 2006 23 febbraio 2006  |
| 4     | 7-8   | Capitoli - Capitolo 13: La persona più importante (かけがえのないもの?, Kakegae no Nai Mono) - Capitolo 14: Immagini dal passato (過去の残像?, Kako no Zanzō) - Capitolo 15: Il mondo della luce, il suono della tenebre (光の世界 闇の音?, Hikari no Sekai Yami no Oto) - Capitolo 16: Da qui all'eternità (これから先の未来も?, Kore kara Saki no Mirai mo) |                                     |                                   |
| 5     | 9-10  | Evangelion Iron Maiden 9 Evangelion Iron Maiden 10 「新世紀エヴァンゲリオン 鋼鉄のガールフレンド2nd 第5巻」 - Shin seiki Evangelion - Kōtetsu no girlfriend 2nd 5 | 16 luglio 2005 ISBN 4-04-925004-7   | 28 settembre 2006 26 ottobre 2006 |
| 5     | 9-10  | Capitoli - Capitolo 17: - Capitolo 18: - Capitolo 19: - Capitolo 20: |                                     |                                   |
| 6     | 11-12 | Evangelion Iron Maiden 11 Evangelion Iron Maiden 12 「新世紀エヴァンゲリオン 鋼鉄のガールフレンド2nd 第6巻」 - Shin seiki Evangelion - Kōtetsu no girlfriend 2nd 6 | 17 dicembre 2005 ISBN 4-04-925018-7 | 7 dicembre 2006 11 gennaio 2007   |
| 6     | 11-12 | Capitoli - Capitolo 21: Misato × Kaji (ミサト×加持?, Misato × Kaji) - Capitolo 22: Rei × Ritsuko (レイ×リツコ?, Rei × Ritsuko) - Capitolo 23: Hikari × Toji (ヒカリ×トウジ?, Hikari × Tōji) - Capitolo 24: Shinji × Asuka (シンジ×アスカ?, Shinji × Asuka) |                                     |                                   |